# Ruagea insignis
Ruagea insignis är en tvåhjärtbladig växtart som först beskrevs av C. Dc., och fick sitt nu gällande namn av T.D. Pennington. Ruagea insignis ingår i släktet Ruagea och familjen Meliaceae. Inga underarter finns listade i Catalogue of Life.